# Klaus Tonndorf
Klaus Tonndorf (* 6. September 1939 in Riesa; † 24. Februar 2020) war seit 1999 Vorsitzender des Stadtrates Roßlau (Elbe). Er war 1989 Gründungsmitglied des Neuen Forums Roßlau, Mitglied des Bundessprecherrates des Neuen Forum (einer der drei Bundesvorsitzenden), Lehrer und Leiter der Außenstelle Roßlau der Kreisvolkshochschule Anhalt.

## Leben
Tonndorf zog als Kleinkind mit seinen Eltern von Riesa nach Roßlau (Elbe). Kurz nach der Gründung des Neuen Forums Roßlau Ende Oktober 1989 schloss er sich der Bürgerbewegung an. Eigener Aussage nach hatten ihn der Olof-Palme-Friedensmarsch 1987, der Besuch Erich Honeckers in der BRD sowie eine Stasi-Razzia in der Berliner Umweltbibliothek 1987 zum Nachdenken gebracht. Tonndorf gehörte dem Bundessprecherrat des Neuen Forum (einer der drei Bundesvorsitzenden) an. Tonndorf war beruflich als Lehrer tätig und Leiter der Außenstelle Roßlau der Kreisvolkshochschule Anhalt-Zerbst.
Tonndorf saß von 1990 bis 2007 im Stadtrat von Roßlau (ab 1999 zeitweilig als Vorsitzender), ab 2007 dann im Stadtrat von Dessau-Roßlau. 2004 wurde ihm die Ehrennadel der Stadt Roßlau verliehen.
2014 veröffentlichte er das in Mundart und auf Hochdeutsch verfasste Werk Neien Roßlooer Jeschicht′n. Im Herbst 2015 schied Tonndorf aus dem Stadtrat von Dessau-Roßlau sowie dem Verwaltungsrat der WBD Industriepark Dessau GmbH aus.